# 大同工業
大同工業株式会社（だいどうこうぎょう）は、石川県加賀市に本社を置く企業である。ブランドはDIDおよびD.I.D。
主にオートバイ、自動車、産業機械用のローラーチェーンや、オートバイ、バギーカー用のリム、ホイール、製鉄所や自動車工場向けのコンベアシステムを生産している。また創業の経緯から現在も自転車用や競輪などのトラックレーサー向けチェーンを製造している。このほかにも、福祉機器開発の方面にも力をいれており、日本国内初の階段昇降機を開発した。

## 沿革

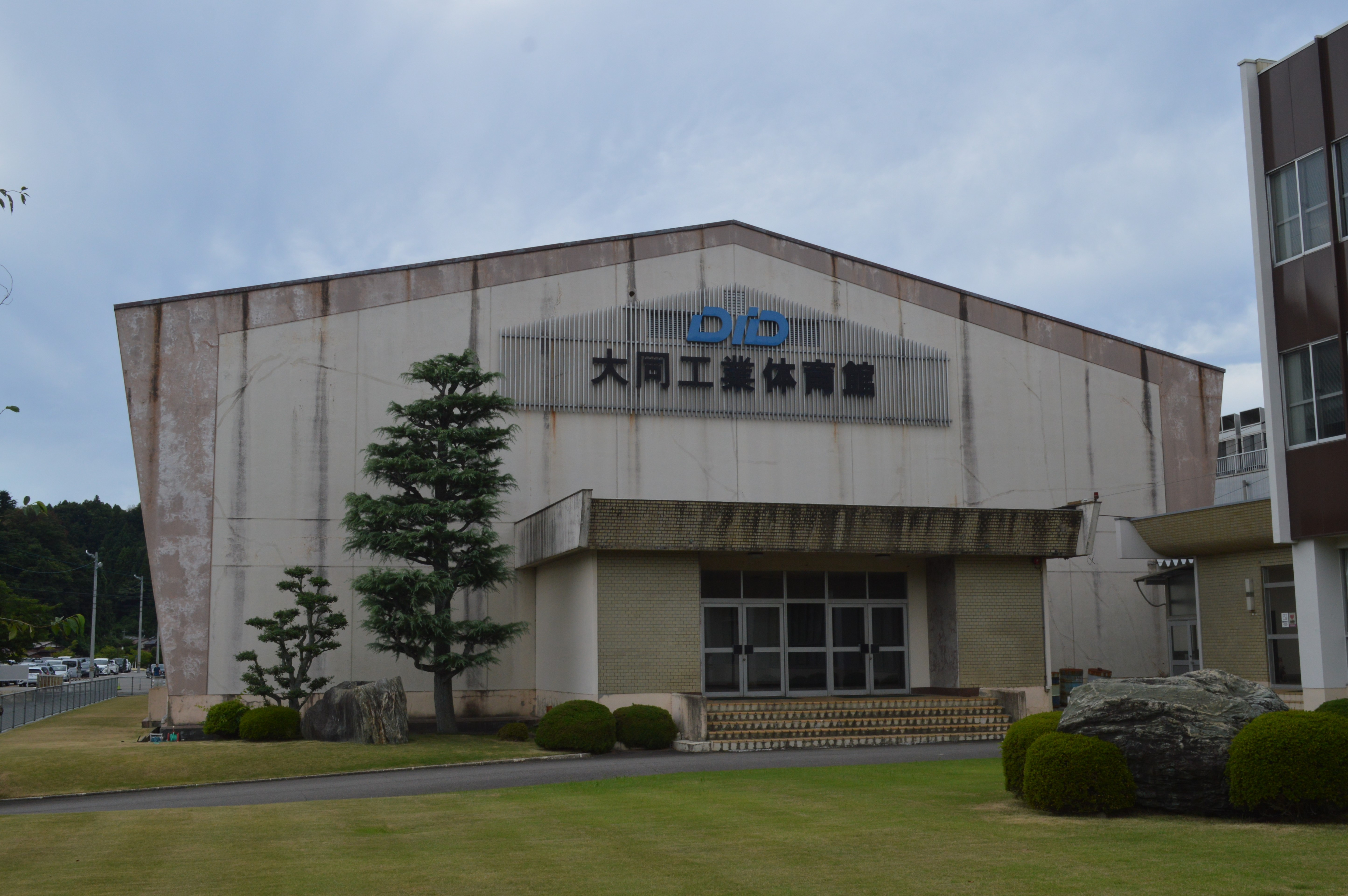
大同工業体育館

1921年（大正10年）に死去した初代新家熊吉を創業者に定めている。初代新家熊吉は新家自転車製造（後の新家工業）を設立したほか、新家銀行（北陸銀行の前身のひとつ）の設立にも関与した。初代新家熊吉の息子の2代目新家熊吉（新家三代次）は、1958年（昭和33年）から初代加賀市長を務めた人物である。
- 1933年（昭和8年） - 宮田（現在のモリタ宮田工業)、新家（現在の新家工業）、丸石（現在の丸石サイクル）の出資によって国益チエン株式会社を設立。
- 1935年（昭和10年） - 大同チエン株式会社に改称。
- 1938年（昭和13年） - 大同工業株式会社に改称。
- 1961年（昭和36年） - 東京・大阪証券取引所第二部へ上場。
- 1968年（昭和43年） - 東京・大阪証券取引所第一部へ上場。
- 1988年（昭和63年） - 国産初のいす式階段昇降機を開発。
- 1994年（平成6年） - API（アメリカ石油協会）よりオイルフィールドチェーンに再認定される。
- 1995年（平成7年） - ISO9002の認証取得（福田工場における伝動用チェーンの製造）。
- 1997年（平成9年） - ISO9001の認証取得（動橋工場における二輪自動車用リム（軽合金）の設計・開発及び製造）。
- 1998年（平成10年） - 皇太子徳仁親王・同妃雅子夫妻が石川県行啓で福祉機器工場を視察。
- 1999年（平成11年） - ISO9001の認証取得（FA、AS事業部におけるコンベヤ、部品、福祉機器の設計・開発・製造・据付・技術指導）。
- 2002年（平成14年） - ISO14001の認証取得（本社/福田/動橋工場での設計・開発及び製造活動）。QS9000の認証取得（本社・福田工場における自動車用チェーン、テンショナー、ガイドの製造）。
- 2003年（平成15年） - 本社/福田/動橋工場で認証登録していたISO9001を拡大・統合。
- 2010年（平成22年） - 大阪証券取引所上場廃止。
- 2022年（令和4年） - 本社が所在する石川県加賀市が河野安通志（日本初のプロ野球チームである日本運動協会の創設者）の出身地でもあることを背景に、かねてから縁のあった阪神タイガース（日本プロ野球のセントラル・リーグに加盟する球団）への協賛活動を「シルバーパートナー」扱いで開始した。この活動では、阪神球団の本拠地である阪神甲子園球場のライトスタンド上段に当社の広告看板を常設する一方で、同球団OBの掛布雅之が「DIDブランドアンバサダー」として協力。掛布出演の企業CMをテレビ（スポンサーに付いている『サンテレビボックス席』など）で放送しているほか、阪神のホームゲームが甲子園球場で催される場合には、試合前やイニング間に場内のオーロラビジョンで放映している[4]。

## 所在地
- 本社・工場 （石川県加賀市）
- 福田工場 （石川県加賀市）
- 動橋工場 （石川県加賀市）
- 東京支社（東京都中央区）

## 阪神タイガースDIDアワード
2022年より阪神タイガースをシルバーパートナーとして協賛していることから、同年シーズンより開始した球団公認の表彰企画。月間賞と年間大賞が存在する。阪神甲子園球場でのホームゲームでの阪神の選手のベストプレーを表彰するもので、毎月、DIDブランドアンバサダーの掛布雅之が3つのプレーをノミネートし、その中からファン投票によって受賞プレーを決定する。年間大賞は月間賞からファン投票で選出される。ノミネートしたプレーの発表や結果発表、授賞式の様子はABCテレビ公式YouTube「虎バンチャンネル」で配信されている。
歴代受賞者
太字、黄色セルは年間大賞。
| 年   | 月       | 選手                                                   | プレー | 年間大賞 投票数 |
| ---- | -------- | ------------------------------------------------------ | --- | --------------- |
| 2022 | 3・4月   | 佐藤輝明                                               | 4月15日対巨人4回戦、5回裏2死1塁の場面で菅野智之から打った逆転2ラン本塁打。                                                                                                | 113票           |
| 2022 | 5月      | 大山悠輔                                               | 5月24日対楽天1回戦、6回表2死1塁の場面で左翼守備でのファインプレーと、6回裏2死2塁の場面で田中将大から打った決勝二塁打。                                                    | 049票           |
| 2022 | 6月      | 大山悠輔                                               | 6月3日対日本ハム1回戦、1試合3本塁打（上沢直之から2本、堀瑞輝から1本）。                                                                                                   | 809票           |
| 2022 | 7月      | 近本光司                                               | 7月6日対広島12回戦、4回裏2死の場面で床田寛樹から打った安打による30試合連続安打（マット・マートンに並ぶ球団タイ記録）。                                                    | 293票           |
| 2022 | 8月      | 大山悠輔                                               | 8月30日対広島19回戦、8回裏2死の場面でニック・ターリーから打った決勝ソロ本塁打。                                                                                           | 302票           |
| 2022 | 9・10月  | 梅野隆太郎                                             | 9月14日対広島23回戦、6回裏1死1,2塁の場面で森下暢仁から打った逆転2点三塁打。                                                                                               | 194票           |
| 2023 | 3・4月   | 中野拓夢                                               | 4月18日対広島3回戦、9回裏2死満塁の場面で栗林良吏から打った逆転サヨナラ2点打（自身初のサヨナラ打）。                                                                       | 095票           |
| 2023 | 5月      | 大竹耕太郎                                             | 5月27日対巨人7回戦、7回無失点の投球での先発勝利。大竹はベンチで号泣した。                                                                                                 | 314票           |
| 2023 | 6月      | 才木浩人                                               | 6月4日対ロッテ2回戦、完封勝利（自身初の完封）。 | 135票           |
| 2023 | 7月      | 森下翔太                                               | 7月12日対DeNA13回戦、8回裏無死1塁の場面でトレバー・バウアーから打った同点2ラン本塁打と、9回1死満塁の場面でJ.B.ウェンデルケンから打ったサヨナラ犠飛。                      | 203票           |
| 2023 | 8月      | 大山悠輔                                               | 8月22日対中日19回戦、10回裏2死満塁の場面で田島慎二から打ったサヨナラ安打。                                                                                                | 253票           |
| 2023 | 9月      | 佐藤輝明                                               | 9月14日対巨人23回戦、6回2死1塁の場面で赤星優志から打った2ラン本塁打（今季20号、NPB初となる左打者による新人年から3年連続20本塁打到達）。この試合で阪神のリーグ優勝が決定。 | 316票           |
| 2024 | 4月      | 佐藤輝明                                               | 4月18日対巨人6回戦、10回裏無死満塁の場面で大勢から打ったサヨナラ安打（今季初のサヨナラ勝利）。                                                                            | 520票           |
| 2024 | 5月      | J.ビーズリー                                           | 5月25日対巨人11回戦、6回無失点の投球での2勝目。 | 37票            |
| 2024 | 6月      | 才木浩人                                               | 6月9日対西武3回戦、8回1安打無失点の快投での7勝目。 | 230票           |
| 2024 | 7月      | 森下翔太                                               | 7月28日対中日18回戦、11回1死2塁の場面でライデル・マルティネスから打ったサヨナラ安打。                                                                                     | 80票            |
| 2024 | 8月      | 髙橋遥人                                               | 8月11日対広島19回戦、5回無失点の投球での1025日ぶりの勝利。 | 494票           |
| 2024 | 9月      | 森下翔太                                               | 9月13日対広島23回戦、4試合連続本塁打（大道温貴から記録）。 | 217票           |
| 2025 |          |                                                        | |                 |
| 4月  | 佐藤輝明 | 4月20日対広島6回戦、1試合2本塁打。                     | |                 |
| 5月  | 村上頌樹 | 5月10日対中日6回戦、98球（マダックス）無四球完封勝利。 | |                 |